# Иналишвили, Гела Ираклиевич
Гела Ираклиевич Иналишвили (3 октября 1966) — советский и грузинский футболист, полузащитник.

## Карьера
С 1984 по 1989 играл за сухумское «Динамо» во второй лиге, 12 голов в 156 играх. С 1991 по 1996 играл в чемпионате Грузии за тбилисское «Динамо». В 1995 году был отдан на полгода в аренду немецкому клубу «Теннис-Боруссия», который пытался выйти во вторую бундеслигу. В 1997 году провел в российской Высшей лиге 9 матчей за самарский клуб «Крылья Советов».
В 2010 году тренировал юниорскую женскую сборную Грузии на чемпионате Европы для девушек до 19 лет.

## Достижения
- Лучший бомбардир Кубка Содружества[3]: 9 мячей (1994)